# Tracy Chapman/Auszeichnungen für Musikverkäufe

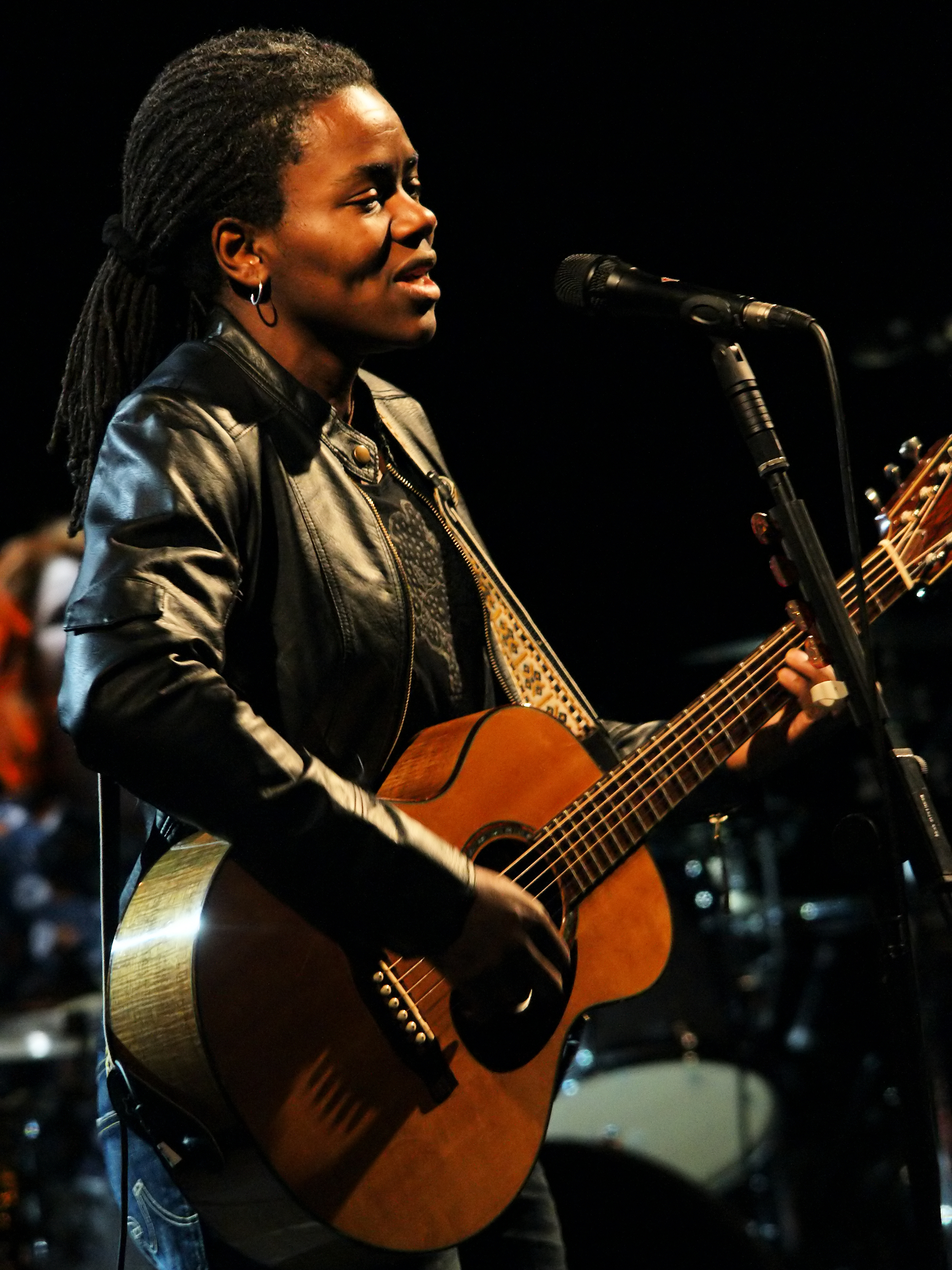
Tracy Chapman (2009)

Dies ist eine Übersicht über die Auszeichnungen für Musikverkäufe der US-amerikanischen Sängerin Tracy Chapman. Die Auszeichnungen finden sich nach ihrer Art (Gold, Platin usw.), nach Staaten getrennt in chronologischer Reihenfolge, geordnet sowie nach den Tonträgern selbst, ebenfalls in chronologischer Reihenfolge, getrennt nach Medium (Alben, Singles usw.), wieder.

## Auszeichnungen
| - Vereinigtes Königreich - 2013: für das Album New Beginning - 2014: für das Album Let It Rain - Argentinien - 1993: für das Album Crossroads - 2001: für das Album Collection - Australien - 1996: für das Album Matters Of The Heart - Dänemark - 2013: für das Streaming Fast Car - 2020: für das Album New Beginning - 2020: für die Single Baby Can I Hold You - 2021: für die Single Talkin’ Bout a Revolution - Deutschland - 2002: für das Album Collection - 2003: für das Album Telling Stories - 2005: für das Album New Beginning - Finnland - 1990: für das Album Crossroads - Frankreich - 2006: für das Album Where You Live - Hongkong - 1990: für das Album Crossroads - Italien - 2021: für die Single Baby Can I Hold You - 2024: für die Single Talkin’ Bout a Revolution - Neuseeland - 2000: für das Album Telling Stories - 2019: für die Single Baby Can I Hold You - Niederlande - 1989: für das Album Crossroads - Österreich - 2000: für das Album New Beginning - 2000: für das Album Telling Stories - 2002: für das Album Let It Rain - Portugal - 1990: für das Album Crossroads - 2006: für das Album Collection - Schweden - 1990: für das Album Crossroads - 1998: für das Album Tracy Chapman - 2002: für das Album Collection - Schweiz - 1992: für das Album Matters Of The Heart - 2000: für das Album Telling Stories - 2001: für das Album Collection - 2002: für das Album Let It Rain - 2005: für das Album Where You Live - 2008: für das Album Our Bright Future - Spanien - 2001: für das Album Collection - 2024: für die Single Baby Can I Hold You - Vereinigte Staaten - 2000: für das Album Telling Stories - 2001: für das Album Matters Of The Heart - Vereinigtes Königreich - 2022: für das Album Greatest Hits - 2024: für die Single Talkin’ Bout a Revolution - 2024: für die Autorenbeteiligung Fast Car (Luke Combs) - Frankreich - 2003: für das Album Let It Rain | - Australien - 1996: für die Single Give Me One Reason - 2016: für die Autorenbeteiligung Fast Car (Tobtok feat. River) - Belgien - 1998: für das Album Tracy Chapman - Brasilien - 1994: für das Album Tracy Chapman - Europa - 2001: für das Album Collection - Frankreich - 2001: für das Album Crossroads - 2001: für das Album Telling Stories - 2002: für das Album Collection - 2009: für das Album Our Bright Future - Hongkong - 1989: für das Album Tracy Chapman - Italien - 2019: für die Single Fast Car - 2024: für das Album Tracy Chapman - Kanada - 1990: für das Album Crossroads - Neuseeland - 2002: für das Album Collection - 2023: für die Single Talkin’ Bout a Revolution - Niederlande - 1988: für das Album Tracy Chapman - 2005: für das Album Collection - Österreich - 1990: für das Album Crossroads - 2002: für das Album Collection - 2018: für die Autorenbeteiligung Fast Car (Jonas Blue feat. Dakota) - Portugal - 1990: für das Album Tracy Chapman - 2019: für die Single Fast Car - Spanien - 2024: für die Single Fast Car - Vereinigte Staaten - 1989: für das Album Crossroads - 1996: für die Single Give Me One Reason - 2017: für die Autorenbeteiligung Fast Car (Jonas Blue feat. Dakota) - Vereinigtes Königreich - 1989: für das Album Crossroads - 2002: für das Album Collection - 2019: für die Autorenbeteiligung Baby Can I Hold You (Boyzone) - 2024: für die Single Baby Can I Hold You - Deutschland - 2017: für die Autorenbeteiligung Fast Car (Jonas Blue feat. Dakota) - Argentinien - 1992: für das Album Tracy Chapman - Belgien - 2016: für die Autorenbeteiligung Fast Car (Jonas Blue feat. Dakota) - Dänemark - 2018: für die Autorenbeteiligung Fast Car (Jonas Blue feat. Dakota) - 2023: für die Single Fast Car - Deutschland - 1996: für das Album Crossroads - Kanada - 2016: für die Autorenbeteiligung Fast Car (Jonas Blue feat. Dakota) - Neuseeland - 1996: für das Album New Beginning - 2024: für die Autorenbeteiligung Fast Car (Luke Combs) - Österreich - 1992: für das Album Tracy Chapman - Schweiz - 1990: für das Album Crossroads - Spanien - 1989: für das Album Crossroads - 2024: für die Autorenbeteiligung Fast Car (Jonas Blue feat. Dakota) | - Mexiko - 2018: für die Autorenbeteiligung Fast Car (Jonas Blue feat. Dakota) - Australien - 2001: für das Album New Beginning - 2009: für das Album Collection - Kanada - 1988: für das Album Tracy Chapman - Neuseeland - 2016: für die Autorenbeteiligung Fast Car (Jonas Blue feat. Dakota) - 2024: für die Single Give Me One Reason - Spanien - 2000: für das Album Tracy Chapman - Vereinigtes Königreich - 2022: für die Autorenbeteiligung Fast Car (Jonas Blue feat. Dakota) - Neuseeland - 1990: für das Album Crossroads - Polen - 2017: für die Autorenbeteiligung Fast Car (Jonas Blue feat. Dakota) - Schweiz - 1994: für das Album Tracy Chapman - Vereinigtes Königreich - 2024: für die Single Fast Car - Deutschland - 2010: für das Album Tracy Chapman - Australien - 2024: für die Autorenbeteiligung Fast Car (Luke Combs) - Italien - 2019: für die Autorenbeteiligung Fast Car (Jonas Blue feat. Dakota) - Neuseeland - 2023: für die Single Fast Car - Niederlande - 2016: für die Autorenbeteiligung Fast Car (Jonas Blue feat. Dakota) - Vereinigte Staaten - 2001: für das Album New Beginning - 2024: für die Autorenbeteiligung Fast Car (Luke Combs) - Dänemark - 2022: für das Album Tracy Chapman - Schweden - 2016: für die Autorenbeteiligung Fast Car (Jonas Blue feat. Dakota) - Vereinigte Staaten - 2001: für das Album Tracy Chapman - Australien - 2001: für das Album Tracy Chapman - Kanada - 1998: für das Album New Beginning - 2024: für die Autorenbeteiligung Fast Car (Luke Combs) - Kanada - 2024: für die Single Fast Car - Australien - 2023: für die Autorenbeteiligung Fast Car (Jonas Blue feat. Dakota) - Irland - 1998: für das Album Tracy Chapman - Vereinigtes Königreich - 2020: für das Album Tracy Chapman - Neuseeland - 1990: für das Album Tracy Chapman - Brasilien - 2024: für die Autorenbeteiligung Fast Car (Jonas Blue feat. Dakota) - Frankreich - 2000: für das Album Tracy Chapman |

## Auszeichnungen nach Alben

### Tracy Chapman
| Land/Region                  | Auszeichnungen für Musikverkäufe (Land/Region, Auszeichnung, Verkäufe) | Verkäufe   |
| ---------------------------- | ---------------------------------------------------------------------- | ---------- |
| Argentinien (CAPIF)          | 2× Platin                                                              | 120.000    |
| Australien (ARIA)            | 7× Platin                                                              | 490.000    |
| Belgien (BRMA)               | Platin                                                                 | 50.000     |
| Brasilien (PMB)              | Platin                                                                 | 250.000    |
| Dänemark (IFPI)              | 6× Platin                                                              | 120.000    |
| Deutschland (BVMI)           | 9× Gold                                                                | 2.250.000  |
| Frankreich (SNEP)            | Diamant                                                                | 1.000.000  |
| Hongkong (IFPI/HKRIA)        | Platin                                                                 | 20.000     |
| Irland (IRMA)                | 9× Platin                                                              | 145.000    |
| Italien (FIMI)               | Platin                                                                 | 750.000    |
| Kanada (MC)                  | 3× Platin                                                              | 300.000    |
| Neuseeland (RMNZ)            | 11× Platin                                                             | 220.000    |
| Niederlande (NVPI)           | Platin                                                                 | 100.000    |
| Österreich (IFPI)            | 2× Platin                                                              | 100.000    |
| Portugal (AFP)               | Platin                                                                 | 40.000     |
| Schweden (IFPI)              | Gold                                                                   | 50.000     |
| Schweiz (IFPI)               | 4× Platin                                                              | 200.000    |
| Spanien (Promusicae)         | 3× Platin                                                              | 300.000    |
| Vereinigte Staaten (RIAA)    | 6× Platin                                                              | 6.000.000  |
| Vereinigtes Königreich (BPI) | 9× Platin                                                              | 2.710.000  |
| Insgesamt                    | 2× Gold · 72× Platin · 1× Diamant ·                                    | 15.175.000 |

### Crossroads
| Land/Region                  | Auszeichnungen für Musikverkäufe (Land/Region, Auszeichnung, Verkäufe) | Verkäufe  |
| ---------------------------- | ---------------------------------------------------------------------- | --------- |
| Argentinien (CAPIF)          | Gold                                                                   | 30.000    |
| Australien (ARIA)            | 2× Platin                                                              | 140.000   |
| Deutschland (BVMI)           | 2× Platin                                                              | 1.000.000 |
| Finnland (IFPI)              | Gold                                                                   | 30.906    |
| Frankreich (SNEP)            | Platin                                                                 | 300.000   |
| Hongkong (IFPI/HKRIA)        | Gold                                                                   | 10.000    |
| Italien (FIMI)               | —                                                                      | 300.000   |
| Kanada (MC)                  | Platin                                                                 | 100.000   |
| Neuseeland (RMNZ)            | 4× Platin                                                              | 80.000    |
| Niederlande (NVPI)           | Gold                                                                   | 50.000    |
| Österreich (IFPI)            | Platin                                                                 | 50.000    |
| Portugal (AFP)               | Gold                                                                   | 20.000    |
| Schweden (IFPI)              | Gold                                                                   | 50.000    |
| Schweiz (IFPI)               | 2× Platin                                                              | 100.000   |
| Spanien (Promusicae)         | 2× Platin                                                              | 200.000   |
| Vereinigte Staaten (RIAA)    | Platin                                                                 | 1.000.000 |
| Vereinigtes Königreich (BPI) | Platin                                                                 | 300.000   |
| Insgesamt                    | 6× Gold · 17× Platin ·                                                 | 3.860.906 |

### Matters Of The Heart
| Land/Region               | Auszeichnungen für Musikverkäufe (Land/Region, Auszeichnung, Verkäufe) | Verkäufe |
| ------------------------- | ---------------------------------------------------------------------- | -------- |
| Australien (ARIA)         | Gold                                                                   | 35.000   |
| Schweiz (IFPI)            | Gold                                                                   | 25.000   |
| Vereinigte Staaten (RIAA) | Gold                                                                   | 500.000  |
| Insgesamt                 | 3× Gold ·                                                              | 560.000  |

### New Beginning
| Land/Region                  | Auszeichnungen für Musikverkäufe (Land/Region, Auszeichnung, Verkäufe) | Verkäufe  |
| ---------------------------- | ---------------------------------------------------------------------- | --------- |
| Australien (ARIA)            | 3× Platin                                                              | 210.000   |
| Dänemark (IFPI)              | Gold                                                                   | 10.000    |
| Deutschland (BVMI)           | Gold                                                                   | 250.000   |
| Kanada (MC)                  | 7× Platin                                                              | 700.000   |
| Neuseeland (RMNZ)            | 2× Platin                                                              | 30.000    |
| Österreich (IFPI)            | Gold                                                                   | 25.000    |
| Vereinigte Staaten (RIAA)    | 5× Platin                                                              | 5.000.000 |
| Vereinigtes Königreich (BPI) | Silber                                                                 | 60.000    |
| Insgesamt                    | 1× Silber · 3× Gold · 17× Platin ·                                     | 6.285.000 |

### Telling Stories
| Land/Region               | Auszeichnungen für Musikverkäufe (Land/Region, Auszeichnung, Verkäufe) | Verkäufe |
| ------------------------- | ---------------------------------------------------------------------- | -------- |
| Deutschland (BVMI)        | Gold                                                                   | 150.000  |
| Frankreich (SNEP)         | 2× Gold                                                                | 200.000  |
| Neuseeland (RMNZ)         | Gold                                                                   | 7.500    |
| Österreich (IFPI)         | Gold                                                                   | 25.000   |
| Schweiz (IFPI)            | Gold                                                                   | 25.000   |
| Vereinigte Staaten (RIAA) | Gold                                                                   | 500.000  |
| Insgesamt                 | 7× Gold ·                                                              | 907.500  |

### Collection
| Land/Region                  | Auszeichnungen für Musikverkäufe (Land/Region, Auszeichnung, Verkäufe) | Verkäufe    |
| ---------------------------- | ---------------------------------------------------------------------- | ----------- |
| Argentinien (CAPIF)          | Gold                                                                   | 20.000      |
| Australien (ARIA)            | 3× Platin                                                              | 210.000     |
| Deutschland (BVMI)           | Gold                                                                   | 150.000     |
| Europa (IFPI)                | Platin                                                                 | (1.000.000) |
| Frankreich (SNEP)            | Platin                                                                 | 300.000     |
| Neuseeland (RMNZ)            | Platin                                                                 | 15.000      |
| Niederlande (NVPI)           | Platin                                                                 | 80.000      |
| Österreich (IFPI)            | Platin                                                                 | 40.000      |
| Portugal (AFP)               | Gold                                                                   | 10.000      |
| Schweden (IFPI)              | Gold                                                                   | 30.000      |
| Schweiz (IFPI)               | Gold                                                                   | 20.000      |
| Spanien (Promusicae)         | Gold                                                                   | 50.000      |
| Vereinigtes Königreich (BPI) | Platin                                                                 | 300.000     |
| Insgesamt                    | 6× Gold · 9× Platin ·                                                  | 1.235.000   |

### Let It Rain
| Land/Region                  | Auszeichnungen für Musikverkäufe (Land/Region, Auszeichnung, Verkäufe) | Verkäufe |
| ---------------------------- | ---------------------------------------------------------------------- | -------- |
| Frankreich (SNEP)            | 2× Gold                                                                | 200.000  |
| Österreich (IFPI)            | Gold                                                                   | 20.000   |
| Schweiz (IFPI)               | Gold                                                                   | 20.000   |
| Vereinigtes Königreich (BPI) | Silber                                                                 | 60.000   |
| Insgesamt                    | 1× Silber · 4× Gold ·                                                  | 300.000  |

### Where You Live
| Land/Region       | Auszeichnungen für Musikverkäufe (Land/Region, Auszeichnung, Verkäufe) | Verkäufe |
| ----------------- | ---------------------------------------------------------------------- | -------- |
| Frankreich (SNEP) | Gold                                                                   | 75.000   |
| Schweiz (IFPI)    | Gold                                                                   | 20.000   |
| Insgesamt         | 2× Gold ·                                                              | 95.000   |

### Our Bright Future
| Land/Region       | Auszeichnungen für Musikverkäufe (Land/Region, Auszeichnung, Verkäufe) | Verkäufe |
| ----------------- | ---------------------------------------------------------------------- | -------- |
| Frankreich (SNEP) | Platin                                                                 | 200.000  |
| Schweiz (IFPI)    | Gold                                                                   | 15.000   |
| Insgesamt         | 1× Gold · 1× Platin ·                                                  | 215.000  |

### Greatest Hits
| Land/Region                  | Auszeichnungen für Musikverkäufe (Land/Region, Auszeichnung, Verkäufe) | Verkäufe |
| ---------------------------- | ---------------------------------------------------------------------- | -------- |
| Vereinigtes Königreich (BPI) | Gold                                                                   | 100.000  |
| Insgesamt                    | 1× Gold ·                                                              | 100.000  |

## Auszeichnungen nach Singles

### Fast Car
| Land/Region                  | Auszeichnungen für Musikverkäufe (Land/Region, Auszeichnung, Verkäufe) | Verkäufe  |
| ---------------------------- | ---------------------------------------------------------------------- | --------- |
| Dänemark (IFPI)              | 2× Platin                                                              | 180.000   |
| Italien (FIMI)               | Platin                                                                 | 50.000    |
| Kanada (MC)                  | 8× Platin                                                              | 640.000   |
| Neuseeland (RMNZ)            | 5× Platin                                                              | 150.000   |
| Spanien (Promusicae)         | Platin                                                                 | 60.000    |
| Vereinigtes Königreich (BPI) | 4× Platin                                                              | 2.400.000 |
| Insgesamt                    | 21× Platin ·                                                           | 3.480.000 |

### Talkin’ Bout a Revolution
| Land/Region                  | Auszeichnungen für Musikverkäufe (Land/Region, Auszeichnung, Verkäufe) | Verkäufe |
| ---------------------------- | ---------------------------------------------------------------------- | -------- |
| Dänemark (IFPI)              | Gold                                                                   | 45.000   |
| Italien (FIMI)               | Gold                                                                   | 50.000   |
| Neuseeland (RMNZ)            | Platin                                                                 | 30.000   |
| Vereinigtes Königreich (BPI) | Gold                                                                   | 400.000  |
| Insgesamt                    | 3× Gold · 1× Platin ·                                                  | 525.000  |

### Baby Can I Hold You
| Land/Region                  | Auszeichnungen für Musikverkäufe (Land/Region, Auszeichnung, Verkäufe) | Verkäufe |
| ---------------------------- | ---------------------------------------------------------------------- | -------- |
| Dänemark (IFPI)              | Gold                                                                   | 45.000   |
| Italien (FIMI)               | Gold                                                                   | 35.000   |
| Neuseeland (RMNZ)            | Gold                                                                   | 15.000   |
| Spanien (Promusicae)         | Gold                                                                   | 30.000   |
| Vereinigtes Königreich (BPI) | Platin                                                                 | 600.000  |
| Insgesamt                    | 4× Gold · 1× Platin ·                                                  | 725.000  |

### Give Me One Reason
| Land/Region               | Auszeichnungen für Musikverkäufe (Land/Region, Auszeichnung, Verkäufe) | Verkäufe  |
| ------------------------- | ---------------------------------------------------------------------- | --------- |
| Australien (ARIA)         | Platin                                                                 | 70.000    |
| Neuseeland (RMNZ)         | 3× Platin                                                              | 90.000    |
| Vereinigte Staaten (RIAA) | Platin                                                                 | 1.000.000 |
| Insgesamt                 | 5× Platin ·                                                            | 1.170.000 |

## Auszeichnungen nach Autorenbeteiligungen und Produktionen

### Fast Car (Jonas Bluefeat. Dakota)
| Land/Region                  | Auszeichnungen für Musikverkäufe (Land/Region, Auszeichnung, Verkäufe) | Verkäufe  |
| ---------------------------- | ---------------------------------------------------------------------- | --------- |
| Australien (ARIA)            | 9× Platin                                                              | 630.000   |
| Belgien (BRMA)               | 2× Platin                                                              | 60.000    |
| Brasilien (PMB)              | Diamant                                                                | 250.000   |
| Dänemark (IFPI)              | 2× Platin                                                              | 180.000   |
| Deutschland (BVMI)           | 3× Gold                                                                | 600.000   |
| Italien (FIMI)               | 5× Platin                                                              | 250.000   |
| Kanada (MC)                  | 2× Platin                                                              | 160.000   |
| Mexiko (AMPROFON)            | 5× Gold                                                                | 150.000   |
| Neuseeland (RMNZ)            | 3× Platin                                                              | 90.000    |
| Niederlande (NVPI)           | 5× Platin                                                              | 200.000   |
| Österreich (IFPI)            | Platin                                                                 | 30.000    |
| Polen (ZPAV)                 | 4× Platin                                                              | 80.000    |
| Portugal (AFP)               | Platin                                                                 | 10.000    |
| Schweden (IFPI)              | 6× Platin                                                              | 240.000   |
| Spanien (Promusicae)         | 2× Platin                                                              | 120.000   |
| Vereinigte Staaten (RIAA)    | Platin                                                                 | 1.000.000 |
| Vereinigtes Königreich (BPI) | 3× Platin                                                              | 1.800.000 |
| Insgesamt                    | 2× Gold · 49× Platin · 1× Diamant ·                                    | 5.850.000 |

### Fast Car (Tobtok feat. River)
| Land/Region       | Auszeichnungen für Musikverkäufe (Land/Region, Auszeichnung, Verkäufe) | Verkäufe |
| ----------------- | ---------------------------------------------------------------------- | -------- |
| Australien (ARIA) | Platin                                                                 | 70.000   |
| Insgesamt         | 1× Platin ·                                                            | 70.000   |

### Baby Can I Hold You (Boyzone)
| Land/Region                  | Auszeichnungen für Musikverkäufe (Land/Region, Auszeichnung, Verkäufe) | Verkäufe |
| ---------------------------- | ---------------------------------------------------------------------- | -------- |
| Vereinigtes Königreich (BPI) | Platin                                                                 | 600.000  |
| Insgesamt                    | 1× Platin ·                                                            | 600.000  |

### Fast Car (Luke Combs)
| Land/Region                  | Auszeichnungen für Musikverkäufe (Land/Region, Auszeichnung, Verkäufe) | Verkäufe  |
| ---------------------------- | ---------------------------------------------------------------------- | --------- |
| Australien (ARIA)            | 5× Platin                                                              | 350.000   |
| Kanada (MC)                  | 7× Platin                                                              | 560.000   |
| Neuseeland (RMNZ)            | 2× Platin                                                              | 60.000    |
| Vereinigte Staaten (RIAA)    | 5× Platin                                                              | 5.000.000 |
| Vereinigtes Königreich (BPI) | Gold                                                                   | 400.000   |
| Insgesamt                    | 1× Gold · 19× Platin ·                                                 | 6.370.000 |

## Auszeichnungen nach Musikstreamings

### Fast Car
| Land/Region     | Auszeichnungen für Musikverkäufe (Land/Region, Auszeichnung, Verkäufe) | Verkäufe |
| --------------- | ---------------------------------------------------------------------- | -------- |
| Dänemark (IFPI) | Gold                                                                   | 900.000  |
| Insgesamt       | 1× Gold ·                                                              | 900.000  |

## Statistik und Quellen
| Land/RegionAuszeichnungen für Musikverkäufe (Land/Region, Auszeichnungen, Verkäufe, Quellen) | Silber     | Gold       | Platin         | Diamant     | Verkäufe    | Quellen |
| -------------------------------------------------------------------------------------------- | ---------- | ---------- | -------------- | ----------- | ----------- | --- |
| Argentinien (CAPIF)                                                                          | —          | 2× Gold2   | 2× Platin2     | —           | 170.000     | capif.org.ar (Memento vom 31. Mai 2011 im Internet Archive) AR2 (Memento vom 6. Juli 2011 im Internet Archive) |
| Australien (ARIA)                                                                            | —          | Gold1      | 29× Platin29   | —           | 2.205.000   | aria.com.au |
| Belgien (BRMA)                                                                               | —          | —          | 3× Platin3     | —           | 110.000     | ultratop.be |
| Brasilien (PMB)                                                                              | —          | —          | Platin1        | Diamant1    | 500.000     | pro-musicabr.org.br                                                                                            |
| Dänemark (IFPI)                                                                              | —          | 4× Gold4   | 10× Platin10   | —           | 580.000     | ifpi.dk |
| Deutschland (BVMI)                                                                           | —          | 5× Gold5   | 7× Platin7     | —           | 4.400.000   | musikindustrie.de                                                                                              |
| Europa (IFPI)                                                                                | —          | —          | Platin1        | —           | (1.000.000) | ifpi.org (Memento vom 1. Januar 2014 im Internet Archive)                                                      |
| Finnland (IFPI)                                                                              | —          | Gold1      | —              | —           | 30.906      | ifpi.fi |
| Frankreich (SNEP)                                                                            | —          | 5× Gold5   | 3× Platin3     | Diamant1    | 2.275.000   | infodisc.fr snepmusique.com                                                                                    |
| Hongkong (IFPI/HKRIA)                                                                        | —          | Gold1      | Platin1        | —           | 30.000      | ifpihk.org |
| Irland (IRMA)                                                                                | —          | —          | 9× Platin9     | —           | 145.000     | Einzelnachweise                                                                                                |
| Italien (FIMI)                                                                               | —          | 2× Gold2   | 7× Platin7     | —           | 1.435.000   | fimi.it |
| Kanada (MC)                                                                                  | —          | —          | 28× Platin28   | —           | 2.460.000   | musiccanada.com                                                                                                |
| Mexiko (AMPROFON)                                                                            | —          | Gold1      | 2× Platin2     | —           | 150.000     | amprofon.com.mx                                                                                                |
| Neuseeland (RMNZ)                                                                            | —          | 2× Gold2   | 32× Platin32   | —           | 787.500     | aotearoamusiccharts.co.nz NZ2 NZ3                                                                              |
| Niederlande (NVPI)                                                                           | —          | Gold1      | 7× Platin7     | —           | 430.000     | nvpi.nl |
| Österreich (IFPI)                                                                            | —          | 3× Gold3   | 5× Platin5     | —           | 290.000     | ifpi.at |
| Polen (ZPAV)                                                                                 | —          | —          | 4× Platin4     | —           | 80.000      | olis.pl |
| Portugal (AFP)                                                                               | —          | 2× Gold2   | 2× Platin2     | —           | 80.000      | Einzelnachweise                                                                                                |
| Schweden (IFPI)                                                                              | —          | 3× Gold3   | 6× Platin6     | —           | 370.000     | sverigetopplistan.se                                                                                           |
| Schweiz (IFPI)                                                                               | —          | 6× Gold6   | 6× Platin6     | —           | 425.000     | hitparade.ch                                                                                                   |
| Spanien (Promusicae)                                                                         | —          | 2× Gold2   | 8× Platin8     | —           | 710.000     | elportaldemusica.es ES2                                                                                        |
| Vereinigte Staaten (RIAA)                                                                    | —          | 2× Gold2   | 19× Platin19   | —           | 20.000.000  | riaa.com |
| Vereinigtes Königreich (BPI)                                                                 | 2× Silber2 | 3× Gold3   | 20× Platin20   | —           | 9.930.000   | bpi.co.uk |
| Insgesamt                                                                                    | 2× Silber2 | 46× Gold46 | 212× Platin212 | 2× Diamant2 |             | |